# Google リーダー
Google リーダー（グーグル リーダー、Google Reader）はGoogleが無料提供していたWebベースのフィードリーダー。オンラインまたはオフラインでAtomおよびRSSのフィードを読むことができる。
事前の予告通り2013年7月1日にサービスは終了した。

## 歴史
- 2005年10月7日 - Google Labs を通してベータ版をリリース
- 2007年9月17日 - 正式リリース[2]
- 2013年3月13日 - サービス終了が発表される
- 2013年7月1日(現地時間) - サービス終了

## 特徴

### インタフェース
リーダーのインタフェースは2006年9月28日に大きく変わった。Robert Scoble のインタビューによると、プロダクトマネージャ Nick Baum がこの再設計を開始したのは、ニュースアグリゲーションが娯楽として一般化してきている現状を捉えたものだった。新たなGoogleリーダーの設計者 Kevin Fox は、以前のバージョンはニュースの「流れ」を読むことに最適化されていたという。新たなバージョンでは、利用者がフィードやグループやタグで読み物を分類したり、「必読」や「時間があれば読む」などと分類できるように考慮している。
現在のGoogleリーダーの機能や特徴を以下に列挙する。
- フロントページで新アイテムをざっと見ることができる。
- 登録リストをOPMLファイルでインポート/エクスポートできる。
- 主要機能にキーボードショートカットがある。
- リスト表示と全文表示を選択できる
- スクロールするだけで項目を読んだことにできる（全文表示の場合）
- 登録以降の全更新を対象とした、全フィード検索[5]

### 編成
ユーザーはGoogleリーダーの検索機能を使ってフィードを登録することもできるが、RSS/Atomフィードの正確なURLを入力することで登録することもできる。それらフィードの新たなポストは画面の左側に表示される。そのリストからフィードを選択すると項目が右側に表示される（リスト表示か全文表示）。各項目はタグを付けて分類できるし、スターをつければ容易にアクセスできるようになる。

### 共有
Googleリーダーの項目は他のユーザーと共有できる。以前は電子メールで一項目のリンクを送るか、共有項目をまとめたページを作ってそのリンクを送ることで共有を実現していた。2007年12月、Googleは共有ポリシーを転換し、ユーザーが共有とマークした項目は自動的に Google Talk の連絡先にあるユーザーから見えるようになった。共有先に選択の余地がなくなったため、この変更は一部ユーザーから批判されている。元々、ユーザーの共有項目のページのURLにはランダムな文字列が含まれており、Googleはそれによって特定の人とだけ共有できるのだと言っていた。

### オフラインアクセス
GoogleリーダーはGearsを初めて使ったアプリケーションである。Gearsはブラウザ拡張機能であり、オンラインのアプリケーションをオフラインでも動作可能にする。この拡張機能をインストールしておけば、2000項目までダウンロードしておき、オフラインでそれらを読むことができた。オンラインに戻ったとき、Googleリーダーがフィードの状態を更新する。

### モバイルアクセス
2006年5月18日、携帯用インタフェースがリリースされた。XHTMLまたはWAP 2.0をサポートした機器で使うことができる。2008年5月12日、GoogleはiPhoneユーザーを対象とした新たなバージョンのGoogleリーダーを発表した。そちらのインタフェースにはこちらからアクセスできる。

### iGoogle
2006年5月4日、GoogleはリーダーにあるフィードをiGoogle（以前は Google Personalized Homepage と称していた）に表示させる機能をリリースした。

### Firefoxとの連携
GoogleリーダーはMozilla Firefoxのフィード認識（バージョン2.0以降）に含まれており、自動的にGoogleリーダーの「登録フィードを追加」画面にリダイレクトされる。

### Wii版
2007年5月8日、GoogleはWiiのウェブブラウザ向けにフォーマットしたインタフェースを作った（こちら）。

## 対応ウェブブラウザ
Googleリーダーを利用するには、無料のGoogleアカウントのほかに以下のウェブブラウザを必要とする。
- Google Chrome
- Mozilla 1.7以降
- Mozilla Firefox 1.0以降
- Netscape 7.2以降
- Opera 9.0以降
- Safari 1.3以降
- Internet Explorer 6以降
- Wii Internet Channel

いずれの場合もJavaScriptを有効に設定しておかないとGoogleリーダーを使えない。

## 問題点
次のような問題点が指摘されている。
- フィードが更新されてから数時間（場合によっては数日）経たないと更新を認識しない。
- パスワード保護されたフィードにアクセスできない。
- 同じフィードを重複して登録しても警告されない。